# Я умирал тысячу раз
«Я умирал тысячу раз» (англ. I Died a Thousand Times) — фильм нуар режиссёра Стюарта Хейслера, который вышел на экраны в 1955 году. Фильм снят в цвете в широком формате CinemaScope.
Фильм рассказывает о профессиональном грабителе Рое Эрле (Джек Пэланс), который выходит из тюрьмы, чтобы совершить ограбление фешенебельной курортной гостиницы. По дороге Рой знакомится с внучкой фермеров (Лори Нельсон), помогая ей сделать операцию по исправлению косолапости, однако она отвергает его романтические чувства. Одновременно в Роя влюбляется танцовщица из лос-анджелесского клуба Мари Гарсон (Шелли Уинтерс), которая прибилась к его банде. Ограбление проходит удачно, однако при отходе разнервничавшиеся сообщники Роя попадают в автоаварию и погибают. Когда становится известно об участии Роя в ограблении, он вынужден скрываться вместе с Мари в уединённом мотеле. Однако вскоре полиция нападает на его след и, преследуя, загоняет в горы Сьерра-Невада, где в конце концов его убивает снайпер.
Фильм является достаточно точным ремейком фильма нуар «Высокая Сьерра» (1941) с Хамфри Богартом в главной роли, который был поставлен по одноимённому роману У. Р. Бернетта. По этому же роману был поставлен вестерн «Территория Колорадо» (1949) с участием Джоэла Маккри.
Фильм получил в целом благоприятные отзывы критиков, отметивших однако, что он заметно уступает фильму «Высокая Сьерра» (1941) с точки зрения постановки и особенно актёрского мастерства исполнителей главных ролей.

## Сюжет
Матёрый профессиональный грабитель Рой Эрл (Джек Пэланс) мчится по шоссе через пустыню в направлении горного хребта Сьерра-Невада. Эрла только что освободили из тюрьмы в штате Иллинойс, где он отсидел восемь лет. Несмотря на то, что Рой получил пожизненный срок, мафиозный босс Биг Мак (Лон Чейни (младший)) с помощью подкупа и закулисных махинаций добился для Роя помилования с тем, чтобы осуществить крупное ограбление, которое может провернуть только он. По приказу Биг Мака Рой едет на встречу с ним в Лос-Анджелес. Неожиданно на шоссе прямо перед ним старый «Форд» делает неловкий манёвр, который едва не приводит к аварии, однако в последний момент Рою удаётся вывернуть руль и избежать столкновения. На автозаправочной станции к Рою подходит владелец этого «Форда», пожилой Па Гудхью (Ральф Муди), который искренне благодарит Роя. Затем словоохотливый Па рассказывает, что он был фермером в Огайо, однако сейчас потерял свою землю, и теперь вместе с женой (Олив Кэйри) и 19-летней привлекательной внучкой Велмой (Лори Нельсон) едет к своей дочери в Лос-Анджелес.
Добравшись до назначенного ему места, Рой встречает там Джека Кранмера (Джеймс Милликан), бывшего полицейского, который теперь работает на Мака. Кранмер передаёт Рою приказ Мака ограбить сейф фешенебельной гостиницы «Тропико Спрингс», расположенной в горах Сьерра-Невада. До того времени Рой должен будет жить в скромном пансионате неподалёку, где его уже ожидают двое подручных. По прибытии в пансионат Рой знакомится со своими молодыми, неопытными и не очень сообразительными партнёрами по делу — Бейбом (Ли Марвин) и Редом (Эрл Холлиман). В его отсутствие парни привезли с собой танцовщицу из лос-анджелесского танц-холла Мари Гарсон (Шелли Уинтерс), которая ничего не знает об ограблении. Рой требует, чтобы они немедленно отправили её обратно, однако Мари удаётся уговорить Роя разрешить ей остаться ещё на несколько дней. На следующий день в пансионат приезжает ещё один член команды, администратор гостиницы «Тропико Спригс» Луис Мендоса (Перри Лопес), который привозит план примыкающих дорог и согласовывает детали ограбления. Рой для себя определяет Мендосу как ненадёжного, а вскоре Мари говорит ему, что Мендоса разболтал ей, что они готовят ограбление. Оставшись с Мари наедине, Рой в редкие минуты душевного откровения рассказывает ей, как страдал в тюрьме, постоянно мечтая о свободе и думая о побеге. Несмотря на внешнюю суровость Роя, к нему быстро прибился милый смышлёный пёс по кличке Пард, который крутился вокруг лагеря. На следующий день Рой отправляется в гостиницу «Тропико Спрингс», чтобы изучить место предстоящего ограбления. На парковке перед гостиницей Рой видит «Форд» семьи Гудхью, который столкнулся с машиной богатого клиента гостиницы. Видя трудности Па, Рой берёт на себя инициативу в разборе инцидента, добиваясь, чтобы Па заплатили 100 долларов за ущерб. Во время разбирательства Рой замечает, что Велма страдает косолапостью. После ужина с семьёй Гудхью Рой выясняет у Па, что у Велмы эта болезнь с рождения. Перед отъездом Роя Па приглашает его навестить их в Лос-Анджелесе.
Ограбление запланировано на пик туристического сезона, когда в сейфе будет храниться максимально много наличных и ювелирных украшений. До тех пор Рой решает съездить в Лос-Анджелес, чтобы навестить старого друга Биг Мака, который тяжело болен и прикован к постели. Мак считает предстоящее ограбление очень важным и просит Роя как одного из немногих оставшихся профессионалов сделать всё наилучшим образом. Когда Рой выражает недовольство данными ему подручными как неопытными и неумелыми, Биг Мак не слушает его. Опасаясь за своё здоровье, Биг Мак даёт Рою запечатанный конверт с письменными инструкциями на тот случай, если он умрёт до завершения дела. Там же Рой договаривается с врачом Мака, Доком Бэнтоном (Говард Сент-Джон), чтобы тот нашёл хирурга, который прооперировал бы ногу Велмы и исправил её косолапость, обещая взять все расходы на себя. Когда Рой возвращается в пансионат, то видит Мари с огромным синяком на лице. Выясняется, что это Бейб из ревности ударил Мари и ввязался в драку с Редом, после чего оба сбежали. Рой находит их на территории пансионата и возвращает в дом, где в наказание бьёт Бейба. Понимая, что Мари своим присутствием представляет для них опасность, он предлагает ей оплатить билет до Лос-Анджелеса, чтобы она немедленно уехала. Однако, когда они остаются наедине, Мари говорит Рою, что у неё в Лос-Анджелесе никого нет, а к родителям в Сан-Франциско она не вернётся, так как сбежала оттуда от своего жестокого отца. Мари уже влюбилась в Роя и хотела бы, чтобы у них были отношения. Однако Рой даёт ей ясно понять, что у него есть другие личные планы и у неё с ним никогда ничего не будет. Рой едет в Лос-Анджелес, чтобы увидеться с Велмой, которая восстанавливается после успешно проведённой операции. Па предупреждает Роя, что у Велмы в Огайо остался возлюбленный, богатый молодой человек. Однако это не останавливает Роя, который заходит в комнату Велмы, и, оставшись с ней наедине, говорит, что скоро будет богат. Затем он предлагает Велме отправиться вместе в кругосветное путешествие, а потом признаётся в любви и предлагает пожениться. Велма искренне благодарит Роя за помощь с операцией, однако деликатно отказывается от предложения Роя, говоря, что ещё слишком молода и что у неё есть парень её возраста.
Поздно вечером Рой со своими людьми на двух машинах выезжает на дело — на одной машине едут Бейб и Ред, а на второй — Рой, а также Велма и Пард, которых пришлось взять с собой. Подъехав к гостинице, трое мужчин отправляются в вестибюль, поручая Велме следить за улицей. Войдя внутрь гостиницы, Рой достаёт пистолет, заставляя официанта и нескольких случайных гостей сесть на диван и молчать. После этого Бейб и Ред проходят мимо стойки администратора, где дежурит Мендоса, в комнату с сейфовыми ящиками, начиная вскрывать с помощью дрели те из них, где по ранее переданным сведениям Мендосы, хранились крупные суммы денег и самые ценные вещи. Бейб и Ред открывают ящики слишком медленно, и в итоге появляется ночной охранник, совершающий регулярный обход. Рой вынужден остановить его, ранив в ногу, но и сам получает ранение в бок. После выстрелов грабители хватают коробку с деньгами, отдавая коробку с драгоценностями Рою, и бегут к машинам. При этом Мендоса, который должен был остаться на месте, так как якобы не причастен к делу, тоже в панике бежит вместе с Редом и Бейбом и садится в их машину. Во время бегства с места преступления разволновавшийся Бейб сворачивает не на ту дорогу. Не увидев препятствие, Байб на полной скорости пытается увернуться, но слетает с трассы и летит вниз с крутого склона. Машина несколько раз переворачивается и загорается. Бейб и Ред гибнут на месте, а Мендоса, который при падении вылетел из машины, отделывается сотрясением. Полиция не знает о том, что Мендоса входил в банду, и принимает его за заложника.
Между тем Рой приезжает к Маку с коробкой украденных драгоценностей, стоимость которых пресса оценила в полмиллиона долларов. Когда он вместе с Кранмером заходит в комнату Мака, то видит, что тот умер. Кранмер предлагает разделить драгоценности на двоих и разбежаться, однако Рой отказывается. Он выходит в соседнюю комнату и открывает конверт с инструкциями, который дал ему Мак. Когда Рой набирает указанный в письме номер торговца краденым, Кранмер достаёт пистолет и угрожает убить Роя, говоря, что за его убийство получит премию, а также восстановление и повышение по службе. Рой однако обманывает Кранмера и убивает его первым. Затем Рой направляется к Доку Бантону, который извлекает пулю и обрабатывает его рану. Затем Рой просит Мэри отвезти его в дом Гудхью. Там Велма устроила танцевальную вечеринку с друзьями. Она знакомит Роя с Лоном Прейссером (Ричард Давалос), своим возлюбленным из Огайо, который сделал ей предложение. В дом, чтобы посмотреть на Велму, вскоре заходит и Мари. Увлечённая музыкой, она начинает танцевать с одним из молодых парней. Раздражённый Рой резко обрывает танцы и заявляет Лону, что тот ему не нравится, после чего Валма обвиняет его в ревности. Поняв, что ему не на что надеяться, Рой прощается и уходит. Он приезжает к ювелиру Арту (Херб Вигран), который готов приобрести драгоценности, однако говорит, что ему нужно два дня для точной оценки их стоимости и сбора денег. Взяв у Арта 200 долларов, Рой оставляет ему коробку с драгоценностями, с которой ездить небезопасно. Перед уходом Рой достаёт из коробки одно кольцо, которое дарит Мари, после чего они уезжают в уединённый мотель в пустыне, где планируют переждать до получения денег. В тот же день со слов Мендосы полиция публикует на первой полосе местной газеты фото Роя, а также описание Роя и Мари как участников ограбления гостиницы, которые скрылись вместе с псом по имени Пард. Не зная об этом, Рой и Мари чувствуют себя счастливо, и Рой как будто готов к серьёзным отношениям с ней. Когда он выходит из домика на улицу, то догадывается, что администратор мотеля опознал его по фотографии в газете, и его настроение меняется. Рой заставляет администратора зайти в дом, связывает его и запирает в гардеробе. Затем он сажает Мари с Пардом на автобус до Лас-Вегаса и отдаёт ей деньги, обещая позднее найти её.
Затем Рой направляется в Лос-Анджелес за деньгами. По дороге у него заканчивается топливо, и он заезжает на автозаправочную станцию. Служащий узнаёт его и пытается незаметно позвонить в полицию. Однако Рой угрозами останавливает его, после чего на станции появляется помощник шерифа, которого Рой сбивает с ног, после чего садится в машину и стремительно уезжает. Подъехавший вскоре полицейский на мотоцикле объявляет об обнаружении Роя, после чего начинается погоня за ним. Полицейские блокируют улицы, вынуждая Роя свернуть на дорогу, ведущую в горы. Начинается погоня по горной дороге до тех пор, пока машина Роя не застревает в снегу. Бросив машину, Рой берёт винтовку и карабкается по снегу в гору. Полицейские преследуют его, однако вынуждены остановиться, когда Рой, укрывшись среди скал, делает несколько выстрелов в их сторону. В течение нескольких часов полиция выжидает, обдумывая, что предпринять. К этому моменту у подножья горы собираются представители средств массовой информации, а также зеваки, наблюдающие за происходящим. Услышав по радио о том, что происходит с Роем, Мари выходит из автобуса и направляется вместе с Пардом к месту осады. Тем временем полиция сбрасывает на вершину горы снайпера, который сможет застрелить Роя. После прибытия Мари шериф кричит Рою, что у того остался последний шанс, чтобы сдаться. Рой пишет записку, в которой утверждает, что Мари ни в чём не виновна, после чего кричит в ответ, что не собирается сдаваться. Услышав голос Роя, Пард бежит к нему в горы. Рой выходит из укрытия, чтобы приветствовать пса, и в этот момент полицейский снайпер стреляет в Роя. Тот падает со скалы и умирает около своего пса. В окружении полицейских Мари подходит к нему. Понимая, насколько Рой страдал бы в тюрьме, Мэри говорит: «Он свободен».

## В ролях
- Джек Пэланс — Рой Эрл, он же Рой Коллинс
- Шелли Уинтерс — Мэри Гарсон
- Лори Нельсон — Велма Гудхью
- Ли Марвин — Бейб Коссак
- Педро Гонсалес-Гонсалес — Чико
- Лон Чейни (младший) — Биг Мак
- Эрл Холлиман — Ред
- Перри Лопес — Луис Мендоса
- Ричард Давалос — Лон Прейссер
- Говард Сент-Джон — Док Бэнтон
- Ральф Муди — Па Гудхью
- Олив Кэри — Ма Гудхью
- Джеймс Милликан — Джек Кранмер

### В титрах не указаны
- Ник Адамс — коридорный
- Пегги Мэйли — подружка Кранмера
- Деннис Хоппер — Джо

## Создатели фильма и исполнители главных ролей
Как отмечено в информации о фильме на сайте Turner Classic Movies, его режиссёр Стюарт Хейслер был «представителем старой чёрно-белой школы, более всего известным по таким монохромным драмам», как «Штормовое предупреждение» (1951) и «Звезда» (1952), а также по одному из лучших нуаров студии Paramount Pictures — «Стеклянный ключ» (1942). После этого фильма Хейсслер в основном работал на телевидении над вестерн-сериалами, «применяя некоторые сходные визуальные приёмы живописного изображения пейзажей, которые он использовал в этом фильме».
Оператор Тед Д. Маккорд к моменту съёмок этой картины уже зарекомендовал себя как мастер работы с новыми популярными суперширокими форматами середины 1950-х годов, в частности, благодаря работе в том же году на фильме «К востоку от рая» (1955). Позднее он обеспечит выдающуюся операторскую работу таким фильмам, как «Двое на качелях» (1962) и «Звуки музыки» (1965), которые принесут ему номинации на «Оскар».
Бывший боксёр и ветеран Второй мировой войны, американец украинского происхождения Джек Пэланс в конце 1940-х годов начал сниматься в кино после успешной театральной карьеры, в ходе которой он, в частности, подменял Марлона Брандо в бродвейской постановке «Трамвай „Желание“» и в конце концов взял его роль. Физические параметры Пэланса «делали его естественным кандидатом на роли впечатляющих плохих парней, а иногда олуха с добрым сердцем, включая его фирменные роли в вестернах», среди которых его памятный злодей в «Шейне» (1953), который принёс ему первую номинацию на «Оскар». К тому времени, когда он снимался в этом фильме, Пэланс был уже имел богатый опыт съёмок в крутых триллерах, включая такие фильмы как «Внезапный страх» (1952), который дал ему вторую номинацию на «Оскар», «Человек на чердаке» (1953) и «Большой нож» (1955), в котором одну из главных ролей сыграла также Шелли Уинтерс. Позднее он продолжал много играть в фильмах и телесериалах, как в Америке, так и в Европе, вплоть до следующего тысячелетия и даже получил «Оскар» за роль второго плана за свою памятную роль в фильме «Городские пижоны» (1991).
На момент съёмок в этом фильме Шелли Уинтерс «уже была специалисткой по ролям несчастных женщин» в таких фильмах, как «Место под солнцем» (1951), за которую она была номинирована на «Оскар». В 1955 году она сыграла подобный тип женщин в фильмах «Я — камера» (1955) и «Сокровища Панчо Вильи» (1955), Одной из самых памятных её ролей была роль Виллы Харпер, женщины с несчастной судьбой в «Ночи охотника» (1955). В следующем десятилетии она завоевала «Оскары» за роли второго плана в фильмах «Дневник Анны Франк» (1959) и «Кусок синевы» (1965). Хотя после двух нуаров 1955 года она не сделала с Пэлансом больше ни одного совместного фильма, их неоднократно можно было увидеть вместе в телеигре «Голливудские квадраты».
Заканчивает трио обладателей «Оскаров» в этом фильме Ли Марвин, который завоевал свою награду за роль в фильме «Кэт Баллу» (1965). Это был первый из четырёх совместных экшн-триллеров Марвина и Пэланса, за которым последовали «Атака» (1956), «Профессионалы» (1966) и «Монти Уолш» (1970). Марвин и Уинтерс также воссоединились в 1986 году в звёздном культовом экшне «Отряд Дельта» (1986).
В 1952 году 19-летняя Лори Нельсон подписала семилетний контракт со студией Universal Pictures, и к 1955 году она была занята во множестве проектов, включая её знаменитую роль в купальнике в фантастическом фильме ужасов «Месть Твари» (1955), роли в китчевом фильме с Либераче «Искренне ваш» (1955) и в «постапокалиптическом фаворите драйв-инов» режиссёра Роджера Кормана «День, когда Земле пришёл конец» (1955). Дальнейшая её карьера была не столь успешной, и в 1958 году она фактически ушла из кино, ещё в течение нескольких лет продолжая работать в телесериалах.
Среди остальных актёров выделяются такие знакомые лица, как Лон Чейни (младший), который в том же году сыграл в фильме «Большой дом, США» (1955), комедийный актёр латинского происхождения Педро Гонсалес-Гонсалес, опытный актёр Эрл Холлиман, который на следующий год сыграл в фильмах «Запретная планета» (1956) и «Гигант» (1956), а затем играл напарника Энджи Дикинсон в телесериале «Женщина-полицейский» (1974—1978). В фильме также снялась Мэй Кларк, которая сыграла главную женскую роль в классическом фильме ужасов «Франкенштейн» (1931), а в мимолётных ролях можно увидеть опытного жанрового актёра Даба Тейлора, бодибилдера и актёра Эда Фьюри и двух молодых и впоследствии успешных актёров, которые стали известными в том же году после ролей в драме «Бунтарь без причины» (1955) — Денниса Хоппера и Ника Адамса. Хотя первым фильмом Денниса Хоппера, который вышел на экраны, был «Бунтарь без причины», возможно, что сцены этого фильма с его участием снимались раньше.

## История создания фильма
В 1941 году писатель и сценарист У. Р. Бёрнетт выпустил роман «Высокая Сьерра», по которому вместе с Джоном Хьюстоном написал сценарий одноимённого фильма 1941 года. «Я умирал тысячу раз» в сюжетном плане является довольно точным ремейком «Высокой Сьерры» (1941), хотя в титрах в качестве сценариста указан только Бёрнетт. В 1949 году на студии Warner Bros. вышел также вестерн Рауля Уолша «Территория Колорадо» с Джоэлом Маккри и Вирджинией Мейо в главных ролях, в основу которого также был положен роман «Высокая Сьерра».
Фильм снят в цвете WarnerColor и в широком формате CinemaScope.
Несмотря на существенный акцент на природе в этом фильме, создатели не планировали сохранить название «Высокая Сьерра». Вместо этого рассматривались такие варианты, как «Зазубренный край» англ. Jagged Edge и «Горсть облаков» англ.  A Handful of Clouds.
По информации «Голливуд Репортер» от февраля 1955 года, фильм снимался в Лоун Пайн англ. Lone Pine в горах Сьерре-Невада, Калифорния, и на горе Уитни.
Фильм находился в производстве с середины февраля до начала апреля 1955 года, и вышел на экраны 12 ноября 1955 года.

## Оценка фильма критикой

### Общая оценка фильма
Как написал в своей рецензии на фильм кинообозреватель «Нью-Йорк Таймс» Босли Краузер, «четырнадцать лет назад Warner Brothers праздновала героическое падение того, кто, казалось, был последним из неистовых бандитов, в памятном криминальном фильме „Высокая Сьерра“. Бандит, талантливо сыгранный в том фильме Хамфри Богартом, встретил свой финал на высокой горной вершине, храбро бросая вызов своим преследователям. Это было уместное и трогательное прощание. Настолько трогательное, что Warners решили, что оно заслуживает повтора, и именно это они сделали в своём новом фильме». Однако он «не так трогателен, и причина этого заключается в том, что такое прославление бандита после „Высокой Сьерры“ выглядит старомодно и абсурдно». Как отмечает Краузер, «вытаскивание этого старого мифологического героя из архивов и снова постановка его на вершину горы является оскорблением нынешних социальных институтов и общественного сознания. Эта попытка настолько глупа и сентиментальна, что превращает картину в полное клише». Как заключает Краузер, «очевидно, что „Высокая Сьерра“ (в этом фильме) пала довольно низко».
Современный рецензент Turner Classic Movies отмечает, что «взяв историю, уже знакомую киноаудитории, фильм почти ничего не делает, чтобы изменить изначальный сценарий У. Р. Бернетта, однако добавление полыхающих цветов Warnercolor и широкого формата CinemaScope придаёт фильму значительно больше атмосферы 1950-х, в которой грязные дела контрастируют с живописной красотой окружающего пейзажа». Кинокритик Хэл Эриксон также обращает внимание на то, что «это точный до сцен ремейк классической криминальной драмы „Высокая Сьерра“». Он далее пишет: «Точно следуя тому, что ранее хорошо себя показало в „Высокой Сьерре“, этот фильм делает несколько уступок меняющимся вкусам и нравам. В частности, стереотипный комедийный персонаж, которого в изначальном фильме сыграл чернокожий актер Вилли Бест, был заменен более „приемлемым“ (по крайней мере, в понятиях 1950-х годов) стереотипным мексиканцем, которого играет Гонсалес-Гонсалес». В целом, как полагает Эриксон, «хотя этот фильм не может достичь уровня совершенства своего образца 1941 года, в своих собственных рамках он довольно хорош». По мнению современного кинокритика Денниса Щварца, «это ремейк, который едва ли был нужен, но по крайней мере он показывает всё так, как в романе и даёт зрителю возможность посмотреть на Джека Пэланса в классической роли Богарта и Шелли Уинтерс в роли Айды Лупино. Хотя оба актёра показывают себя хорошо, всё равно они не идут ни в какое сравнение с изначальными легендарными актёрами». Как отмечает Шварц, «у меня нет проблем с этим фильмом, на самом деле, он довольно хорош. И если бы он не был просто ненужным ремейком, я был бы о нём более высокого мнения».
Рецензент журнала TV Guide назвал картину «скучным ремейком классики» и «попыткой сделать „Высокую Сьерру“ с Пэлансом в роли Богарта». По мнению автора, в этой картине попытались воссоздать «финальный эпизод с погоней, который был настолько увлекательным в оригинале». Однако, «несмотря на то, что был использован почти тот же монтаж, новому фильму не удаётся поддержать какой-либо саспенс». В итоге, «то, что могло бы стать трагедией, в руках режиссера Хейслера становится чем-то лишь немного большим, чем обычная перестрелка». Обозреватель журнала Time Out пишет, что «хотя этот фильм ни в чём не лучше фильма „Высокая Сьерра“, ремейком которого он является, в нём есть свои увлекательные моменты». По мнению автора статьи, «порой в нём многовато болтовни и движется он с летаргической скоростью, но Хейслер с энтузиазмом ставит зрелищные сцены, особенно, в кульминации в горах». И хотя «Паланс и Уинтерс не являются реальной заменой Богарту и Айде Лупино, они демонстрируют свое собственное суровое очарование». Историк кино Майкл Кини называет фильм «верным первоисточнику, но менее качественным ремейком классического фильма „Высокая Сьерра“». По его словам, эта картина «увлекательна, но лучше сначала посмотреть оригинал».

### Оценка актёрской игры
По мнению Краузера, «актёрская игра не особенно улучшает фильм». В частности, «игра Джека Пэланса каким-то образом не столь трогает, как это было 14 лет назад, и проблема здесь не только в Пэлансе». Дело в том, что «его терпеливый, многострадальный бандит, который только что отсидел восемь лет в тюрьме, является прекрасным образцом преступника старого мира, которых сейчас почти не встретишь». Шелли Уинтерс в роли «девушки из криминального мира вызывает жалость без мастерства», Лори Нельсон слаба в роли «симпатичной молодой калеки, с которой дружит бандит», а Эрл Холлиман и Ли Марвин играют «ветреных молодых преступников».
Рецензент TV Guide полагает, что «Пэланс делает всё, что в его силах, но он играет в тени Богарта, а это невозможная задача». Майкл Кини также считает, что «Пэланс делает всё, на что способен, но он не способен повторить выдающуюся игру Богарта».